# Arcidiocesi di Cincinnati
L'arcidiocesi di Cincinnati (in latino Archidioecesis Cincinnatensis) è una sede metropolitana della Chiesa cattolica negli Stati Uniti d'America. Nel 2023 contava 459.700 battezzati su 3.091.874 abitanti. È retta dall'arcivescovo Robert Gerald Casey.

## Territorio

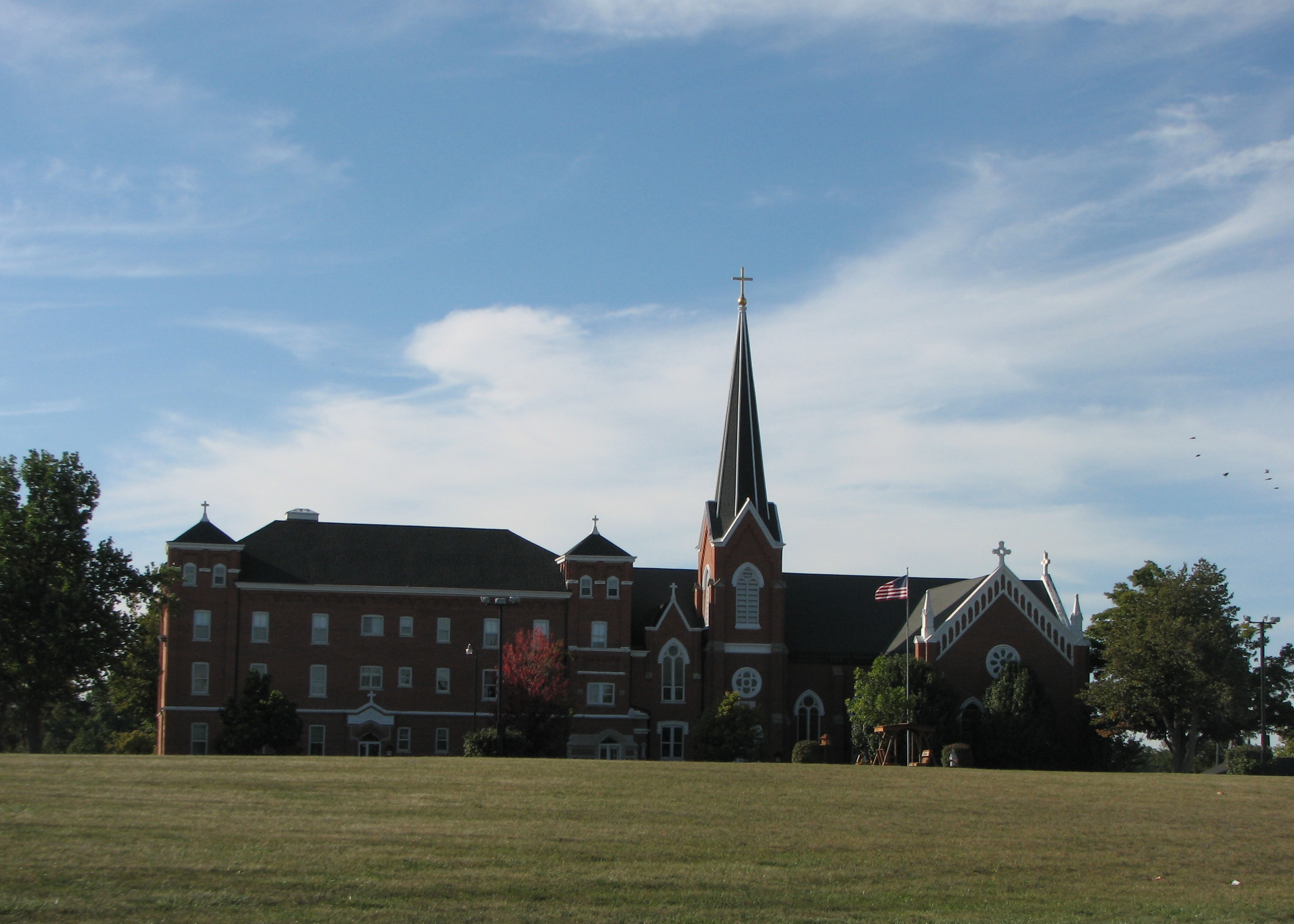
Il Santuario delle Sacre Reliquie (National Shrine of the Holy Relics) a Maria Stein nella contea di Mercer.

L'arcidiocesi si trova nel sud ovest dello stato dell'Ohio, Stati Uniti, di cui comprende le seguenti contee: Adams, Auglaize, Brown, Butler, Champaign, Clark, Clermont, Clinton, Darke, Greene, Hamilton, Highland, Logan, Mercer, Miami, Montgomery, Preble, Shelby e Warren.
Sede arcivescovile è la città di Cincinnati, dove si trova la cattedrale di San Pietro in Vincoli (Saint Peter in Chains). Nel territorio dell'arcidiocesi si trovano anche due santuari nazionali: il santuario delle Sacre Reliquie (National Shrine of the Holy Relics) nella contea di Mercer, e il santuario di Sant'Antonio (National Shrine of St. Anthony) a Cincinnati.
Il territorio si estende su 22.364 km² ed è suddiviso in 209 parrocchie.

### Provincia ecclesiastica
La provincia ecclesiastica di Cincinnati, istituita nel 1850, si estende per intero sullo stato dell'Ohio, e comprende le seguenti suffraganee:
- diocesi di Cleveland,
- diocesi di Columbus,
- diocesi di Steubenville,
- diocesi di Toledo,
- diocesi di Youngstown.

## Storia
La diocesi fu eretta il 19 giugno 1821 con il breve Inter multiplices di papa Pio VII, ricavandone il territorio dalla diocesi di Bardstown (oggi arcidiocesi di Louisville). Originariamente era suffraganea dell'arcidiocesi di Baltimora.
All'epoca dell'erezione della diocesi una legge non scritta proibiva la costruzione di chiese cattoliche a Cincinnati, tanto che la prima cattedrale fu costruita appena fuori dai confini cittadini.
L'8 marzo 1833 e il 23 aprile 1847 cedette porzioni del suo territorio a vantaggio dell'erezione rispettivamente delle diocesi di Detroit (oggi arcidiocesi) e di Cleveland.
Il 19 luglio 1850 è stata elevata al rango di arcidiocesi metropolitana con la bolla In Apostolicae Sedis di papa Pio IX.
Il 3 marzo 1868 ha ceduto un'altra porzione di territorio a vantaggio dell'erezione della diocesi di Columbus.
Nel 1939, su iniziativa del vescovo McNicholas, sono stati fondati a Cincinnati i Missionari domestici d'America.
Il 1º agosto 1957 per effetto del decreto Metropolitanam Cathedram della Congregazione Concistoriale la cattedrale è stata trasferita dalla chiesa di Santa Monica alla chiesa di San Pietro in Vincoli, ampliata e restaurata, che era già stata cattedrale fino al 16 luglio 1938.

## Cronotassi dei vescovi
Si omettono i periodi di sede vacante non superiori ai 2 anni o non storicamente accertati.
- Edward Dominic Fenwick, O.P. † (19 giugno 1821 - 26 settembre 1832 deceduto)
- John Baptist Purcell † (8 marzo 1833 - 4 luglio 1883 deceduto)
- William Henry Elder † (4 luglio 1883 succeduto - 31 ottobre 1904 deceduto)
- Henry Moeller † (31 ottobre 1904 succeduto - 5 gennaio 1925 deceduto)
  - Joseph Chartrand † (19 maggio 1925 - 3 luglio 1925 dimesso[1]) (vescovo eletto)
- John Timothy McNicholas, O.P. † (8 luglio 1925 - 22 aprile 1950 deceduto)
- Karl Joseph Alter † (14 giugno 1950 - 19 luglio 1969 ritirato[2])
- Paul Francis Leibold † (23 luglio 1969 - 1º giugno 1972 deceduto)
- Joseph Louis Bernardin † (21 novembre 1972 - 8 luglio 1982 nominato arcivescovo di Chicago)
- Daniel Edward Pilarczyk † (30 ottobre 1982 - 21 dicembre 2009 ritirato)
- Dennis Marion Schnurr (21 dicembre 2009 succeduto - 12 febbraio 2025 ritirato)
- Robert Gerald Casey, dal 12 febbraio 2025

## Statistiche
L'arcidiocesi nel 2023 su una popolazione di 3.091.874 persone contava 459.700 battezzati, corrispondenti al 14,9% del totale.
| anno | popolazione | popolazione | popolazione | presbiteri | presbiteri | presbiteri | presbiteri                | diaconi | religiosi | religiosi | parrocchie |
| anno | battezzati  | totale      | %           | numero     | secolari   | regolari   | battezzati per presbitero | diaconi | uomini    | donne     | parrocchie |
| ---- | ----------- | ----------- | ----------- | ---------- | ---------- | ---------- | ------------------------- | ------- | --------- | --------- | ---------- |
| 1950 | 294.493     | 1.576.500   | 18,7        | 838        | 419        | 419        | 351                       |         | 675       | 2.956     | 255        |
| 1966 | 538.314     | 2.618.117   | 20,6        | 940        | 472        | 468        | 572                       |         | 898       | 3.115     | 260        |
| 1970 | 530.000     | 2.609.837   | 20,3        | 939        | 448        | 491        | 564                       |         | 920       | 2.540     | 256        |
| 1976 | 513.778     | 2.691.900   | 19,1        | 823        | 444        | 379        | 624                       | 2       | 737       | 2.238     | 256        |
| 1980 | 505.667     | 2.684.358   | 18,8        | 827        | 450        | 377        | 611                       | 57      | 695       | 2.058     | 254        |
| 1990 | 538.400     | 2.791.800   | 19,3        | 705        | 395        | 310        | 763                       | 110     | 500       | 1.611     | 247        |
| 1999 | 547.000     | 2.901.082   | 18,9        | 609        | 349        | 260        | 898                       | 137     | 177       | 1.340     | 235        |
| 2000 | 511.165     | 2.915.620   | 17,5        | 580        | 330        | 250        | 881                       | 137     | 423       | 1.305     | 231        |
| 2001 | 513.469     | 2.805.557   | 18,3        | 562        | 320        | 242        | 913                       | 137     | 401       | 1.125     | 231        |
| 2002 | 516.470     | 2.932.047   | 17,6        | 550        | 308        | 242        | 939                       | 143     | 406       | 1.180     | 230        |
| 2003 | 514.928     | 2.932.047   | 17,6        | 558        | 308        | 250        | 922                       | 138     | 405       | 1.056     | 237        |
| 2004 | 512.146     | 2.951.228   | 17,4        | 552        | 305        | 247        | 927                       | 136     | 395       | 1.127     | 224        |
| 2006 | 498.493     | 2.960.898   | 16,8        | 514        | 291        | 223        | 969                       | 148     | 362       | 1.036     | 221        |
| 2013 | 471.457     | 3.074.000   | 15,3        | 499        | 271        | 228        | 944                       | 194     | 369       | 819       | 214        |
| 2016 | 453.411     | 3.012.563   | 15,1        | 463        | 264        | 199        | 979                       | 206     | 327       | 743       | 211        |
| 2019 | 451.045     | 3.034.008   | 14,9        | 423        | 237        | 186        | 1.066                     | 216     | 291       | 647       | 211        |
| 2021 | 453.610     | 3.051.560   | 14,9        | 427        | 251        | 176        | 1.062                     | 215     | 276       | 584       | 211        |
| 2023 | 459.700     | 3.091.874   | 14,9        | 409        | 240        | 169        | 1.123                     | 216     | 278       | 548       | 209        |

## Istituti religiosi presenti in diocesi
Nel 2021 contavano case in diocesi i seguenti istituti religiosi:
maschili
- Compagnia di Gesù
- Confederazione dell'oratorio di San Filippo Neri
- Congregazione del Santissimo Redentore
- Congregazione dello Spirito Santo
- Fratelli dei poveri di San Francesco serafico
- Fraternità sacerdotale San Pietro
- Legionari di Cristo
- Missionari Comboniani del Cuore di Gesù
- Missionari del Preziosissimo Sangue
- Missionari domestici d'America
- Ordine dei frati minori
- Ordine dei frati predicatori
- Società del Verbo Divino
- Società di Maria
- Società per le missioni estere degli Stati Uniti d'America

femminili
- Benedettine della Federazione di Santa Gertrude
- Clarisse
- Congregazione delle suore di San Giuseppe
- Figlie di Maria Immacolata di Agen
- Missionarie ausiliarie del Sacro Cuore
- Piccole sorelle dei poveri
- Povere ancelle di Gesù Cristo
- Suore carmelitane per gli anziani e gli infermi
- Suore del Preziosissimo Sangue
- Suore della carità di Cincinnati
- Suore della Divina Provvidenza, di Saint-Jean-de-Bassel
- Suore della Divina Provvidenza, di San Antonio
- Suore della misericordia delle Americhe
- Suore della Provvidenza
- Suore di Nostra Signora
- Suore di Nostra Signora della carità del Buon Pastore
- Suore di Nostra Signora di Namur
- Suore di San Giuseppe di Carondelet
- Suore domenicane della Congregazione del Santo Rosario
- Suore domenicane della Congregazione di Santa Cecilia
- Suore domenicane della pace
- Suore domenicane della speranza
- Suore domenicane di Maryknoll
- Suore francescane dei poveri
- Suore francescane di Maria Immacolata
- Suore francescane di Nostra Signora del Perpetuo Soccorso
- Suore francescane di Nostra Signora di Lourdes
- Suore francescane di Oldenburg
- Suore orsoline di Brown County
- Suore orsoline di Cincinnati